# Pterolophia mediopicta
Pterolophia mediopicta är en skalbaggsart som beskrevs av Stefan von Breuning 1940. Pterolophia mediopicta ingår i släktet Pterolophia och familjen långhorningar.
Artens utbredningsområde är Kenya. Inga underarter finns listade i Catalogue of Life.